# Pietro Alibrandi
Pietro Alibrandi (Roma, 13 novembre 1859 – Pisa, 4 agosto 1921) è stato un ingegnere italiano.
Figlio del romanista Ilario Alibrandi, studiò il moto dell'acqua e la permeabilità dei terreni.
Insegnò idraulica all'università di Pisa.